# Anne, ma sœur Anne (chanson)
Pour les articles homonymes, voir Anne ma sœur Anne.
Singles de Louis Chedid
Hold-Up
(1984) God Save the Swing
(1985)
Anne, ma sœur Anne est une chanson de Louis Chedid sortie dans l'album du même nom en 1985 et en single la même année. Il s'agit de l'un des titres les plus connus de l'artiste. Alertant sur le retour des extrêmes dans la société française, Anne, ma sœur Anne s'inscrit dans un mouvement artistique d'antiracisme depuis les années 1980. De même, il s'agit d'un des thèmes habituels dans l’œuvre de Louis Chedid.
La chanson a fait l'objet de différentes reprises et un clip a été réalisé en 1994.

## Développement et sortie

### Contexte social et politique, inspiration

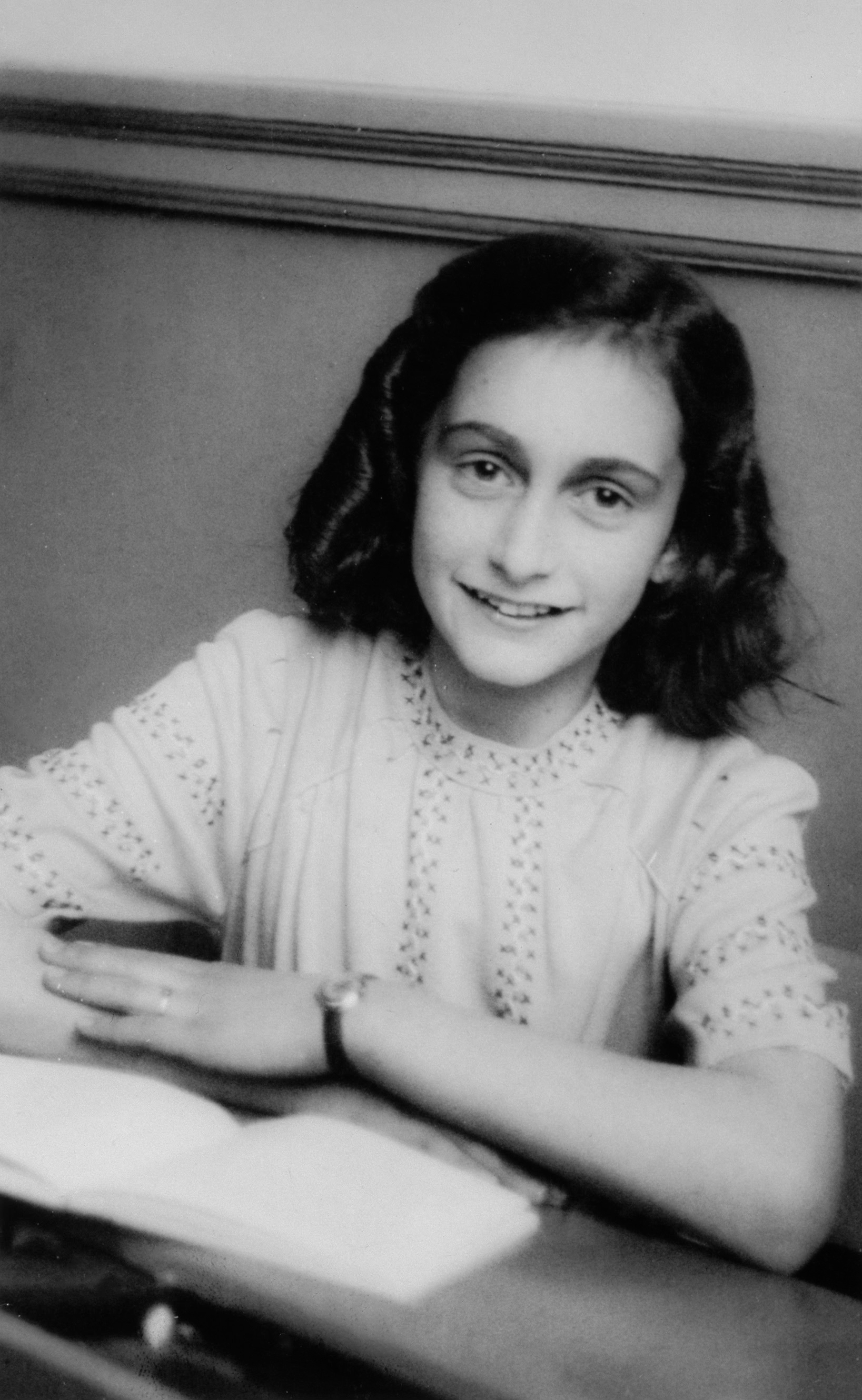
Anne Frank, l'une des sources d'inspiration de la chanson

En 1983, la Marche pour l'égalité et contre le racisme est organisée. En 1984, le Front national réalise sa première percée sur le plan national en obtenant 10,95 % des suffrages exprimés aux élections européennes. La chanson alerte sur la montée de l'extrême-droite en France dans les années 1980,,. Plus généralement, outre le racisme et l'antisémitisme, Louis Chedid insiste sur le fait que toutes les formes de massacres d'êtres humains, tels les génocides, sont visées dans la chanson,.
Se remémorant son enfance, Louis Chedid déclare que dans les années 1950, l'extrême-droite est symbolisée, dans son esprit, par la figure de l'avocat Jean-Louis Tixier-Vignancourt dont le score de 5,2 % à l'élection présidentielle de 1965 n'a inquiété personne. Plus tard, vers l'âge de treize ans, il voit à l'école Nuit et Brouillard d'Alain Resnais et se dit « heurté par ces images » parce qu'au sortir de la guerre, aucun adulte — ses parents compris — n'évoque le sujet. Il fait part également de souvenirs liés à l'adolescence qui le marquent particulièrement : d'une part, le film Kapò où une jeune fille juive survit dans un camp de concentration en « vendant son corps et son âme aux nazis » ; d'autre part, Le Journal d'Anne Frank où l'héroïne est victime de la persécution puis l'extermination mise en place par les nazis durant la Seconde Guerre mondiale. Enfin, il mentionne le conte La Barbe bleue dans lequel une jeune femme, au cours d'une célèbre tirade, demande à sa sœur Anne, si ses frères arrivent pour la sauver d'une exécution décidée par son époux.

### Désaccord avec le label
À l'époque, Louis Chedid est sous le label CBS. La maison de disques refuse de sortir le 45 tours par crainte et en considérant que le titre ne sera jamais un tube ; il rompt alors son contrat pour signer chez Virgin.

## Accueil critique
Pour La Libre, Anne, ma soeur Anne partage avec Né quelque part de Maxime Le Forestier « la gravité du thème et la séduction rythmique ». Libération, de son côté, qualifie le titre de « brûlot humaniste ».

## Clip
Après une série de concerts donnée à Bobino en 1993, Louis Chedid enregistre une nouvelle version, cette fois acoustique, qui sort sur l'album Entre nous en 1994. Sur une idée de Michel Berger donnée à Louis Chedid quelques années plus tôt[réf. souhaitée], un clip est réalisé par Didier Le Pêcheur. Mené par des images très narratives, on suit la vie d'un vieil homme solitaire, nostalgique et bon vivant, jusqu'au coup de théâtre final.

## Analyse

### Inscription du titre dans un mouvement artistique d'antiracisme
Le sociologue Éric Taïeb estime que cette chanson et d'autres, à l'instar de L'Aziza (Daniel Balavoine), Babacar (France Gall) ou encore Le Petit Train (reprise par Les Rita Mitsouko), s'inscrivent dans un contexte où la lutte contre la racisme et la xénophobie ainsi que la promotion de la tolérance, deviennent à la mode lors de la décennie 1980. Dans le même ordre d'idées, Wolfgang Asholt, professeur de littérature, juge que la chanson anti-raciste, politique par essence et dont Anne, ma soeur Anne est une illustration, devient le morceau générique des années 1980. Ajoutant que ce type d'œuvre s'inscrit dans une perspective plus large, à savoir la « mode » des concerts humanitaires (Live Aid, Chanteurs sans frontières, Les Enfoirés etc), il précise cependant qu'un phénomène français diverge du mouvement général : les concerts organisés par SOS Racisme puisque ceux-ci, adossés à un mouvement politique, vont au-delà du simple soutien à l'aide humanitaire.
Pour le journaliste Bertrand Dicale, l'engagement, au cours de la décennie 1980 contre les thèses d'extrême-droite dans le domaine musical est marqué par la violence (variante de Porcherie des Bérurier noir en version live contenant la phrase « La jeunesse emmerde le Front national ») puis évolue vers « un engagement plus enrobé » traduisant des œuvres mainstream avec un côté moraliste, dont Anne, ma soeur Anne.
Selon l'historien Mathias Bernard, bien que les artistes, intellectuels et journalistes critiquent le Front national pour sa rupture avec les valeurs républicaines, il existe peu d'œuvres dans les années 1980 frontalement dirigées contre ce parti. Anne, ma soeur Anne au même titre que la parodie par Thierry Le Luron de Souvenirs... Attention... Danger ! évoquant « des réminiscences historiques, toutes négatives – nazisme, torture en Algérie – liées à Le Pen » fait référence directement au retour d'un certain discours politique.
Baptiste Vignol cite Anne, ma soeur Anne et Le Gros Blond comme des chansons symbolisant le cri de certains artistes lancé contre l'extrémisme. Selon lui, des contemporains de Chedid participent à ce mouvement (par exemple Francis Cabrel avec Saïd et Mohamed, Jean Ferrat avec Vipère lubrique) puis la nouvelle génération prend le relai (Noir Désir, IAM, NTM, Philippe Katerine, etc.).

### Inscription du titre dans le parcours de Louis Chedid
Le Monde relève que la thématique de la lutte contre l'extrême-droite, avec la question de la répétition de l'Histoire, est récurrente chez Louis Chedid : Anne, ma soeur Anne ; Le Gros Blond de l'album Bizar sorti en 1988 et qui vise cette fois un individu identifié ; Bleu, blanc, rouge sorti en 1992 sur l'album Ces mots sont pour toi. Louis Chedid participe d'ailleurs au Trans Europ Concert organisé par SOS Racisme à l'été 1990 et déclare en 1993 être « dégoûté » par l'extrême-droite. En 2004, il signe l'appel de L'Obs intitulé « Racisme, antisémitisme, Alerte ! ».
Qualifié d'« humaniste militant » par Ouest France, l'artiste rejette toutefois la catégorisation d'artiste engagé au regard d'Anne, ma sœur Anne, plus largement de son répertoire :

« La révolution en chansons, très peu pour moi. Je ne me retrouve pas dans la charge frontale, écrite au premier degré [...] Mais en tant que citoyen, en tant qu'artiste jouissant d'une tribune, j'ai mon mot à dire [...]. [Il s'agit d'] un témoignage consterné de la "nazi-nostalgie", une photographie en noir et blanc plus qu'un message d'alerte assourdissant. »

Plus de trente ans après la sortie, l'auteur-compositeur-interprète considère que la chanson, en France et à l'étranger, notamment aux États-Unis, reste d'actualité, ce qu'il déplore.

## Postérité
La presse cite régulièrement Anne, ma soeur Anne comme l'un des succès de Louis Chedid, devenu de fait un classique de son répertoire,,,. Titre entré dans « l'inconscient collectif », il est partagé à de nombreuses reprises sur les réseaux sociaux pendant le printemps 2017, période précédant l'élection présidentielle. Il est également étudié dans les établissements éducatifs.
Pour l'auteur, la pérennité de la chanson s'explique par le décalage entre le « rythme dansant » et le fond du propos : il « ne [faut] jamais oublier que c'est du spectacle ».

### Anecdotes
Le 27 janvier 1988, Jean-Marie Le Pen est invité pour la quatrième fois dans L'Heure de vérité. La direction du MRAP écrit une lettre ouverte à la chaîne pour s'indigner. En effet, la date choisie marque l'anniversaire de la libération d'Auschwitz et ce alors que quelques mois plus tôt, le dirigeant du FN a qualifié les chambres à gaz de « point de détail de l'histoire de la Deuxième Guerre mondiale »,. La LDH publie un communiqué parlant de « provocation, notamment pour les anciens déportés » ; des manifestations incluant le PCF et la Licra ont lieu dans toute la France. L'émission est toutefois maintenue. Un spectateur appelle alors Antenne 2 pour qu'elle diffuse Anne, ma soeur Anne. Son interlocuteur lui répond : « J'adore Louis Chedid, et ne manquerai pas de lui faire savoir qu'il compte au moins un imbécile parmi ses admirateurs...  ».

### Reprises
Le titre figure sur l'album studio Louis, Matthieu, Joseph et Anna Chedid enregistré en 2015 après la tournée familiale du même nom. Lors des Francofolies de Montréal, Anne, ma soeur Anne, chanté à quatre voix, est salué par la presse pour l'émotion qu'il dégage.
En 2018, le groupe Les Polis Sont Acoustiques a repris le titre dans l'album Tic Tac en faisant référence, de par le réarrangement « à la sauce mexicaine », au mur que Donald Trump souhaite faire édifier sur la frontière.